# Броген (Орегон)
Броген (англ. Brogan) — переписна місцевість (CDP) в США, в окрузі Малер штату Орегон. Населення — 97 осіб (2020).

## Географія
Броген розташований за координатами 44°14′51″ пн. ш. 117°31′7″ зх. д. / 44.24750° пн. ш. 117.51861° зх. д. (44.247544, -117.518669).  За даними Бюро перепису населення США в 2010 році переписна місцевість мала площу 7,41 км², уся площа — суходіл.

## Демографія
Згідно з переписом 2010 року, у переписній місцевості мешкало 90 осіб у 41 домогосподарстві у складі 26 родин. Густота населення становила 12 особи/км².  Було 65 помешкань (9/км²).
Расовий склад населення:
| - 90,0 % — білих - 2,2 % — азіатів - 7,8 % — осіб інших рас |

До двох чи більше рас належало 0,0 %. Частка іспаномовних становила 20,0 % від усіх жителів.
За віковим діапазоном населення розподілялося таким чином: 13,3 % — особи молодші 18 років, 65,6 % — особи у віці 18—64 років, 21,1 % — особи у віці 65 років та старші. Медіана віку мешканця становила 50,5 року. На 100 осіб жіночої статі у переписній місцевості припадало 91,5 чоловіків;  на 100 жінок у віці від 18 років та старших — 95,0 чоловіків також старших 18 років.
Середній дохід на одне домашнє господарство  становив 79 589 доларів США (медіана — 70 938), а середній дохід на одну сім'ю — 86 040 доларів (медіана — 70 156). 
Цивільне працевлаштоване населення становило 99 осіб. Основні галузі зайнятості: публічна адміністрація — 24,2 %, сільське господарство, лісництво, риболовля — 24,2 %, освіта, охорона здоров'я та соціальна допомога — 14,1 %, транспорт — 10,1 %.